# Sandra Wagner-Sachse
Sandra Wagner-Sachse (n. 9 septembrie 1969, Eslohe, Republica Federală Germania, Germania) este o arcașă germană, medaliată olimpică. A participat la 2 ediții ale Jocurilor Olimpice (1996, 2000) în care a câștigat o medalie de argint și o medalie de bronz.